# Stefan Kruger
Stefan Kruger (ur. 3 sierpnia 1966 w Kapsztadzie) – południowoafrykański tenisista.

## Kariera tenisowa
W 1984 roku przegrał w finale juniorskiego Wimbledonu z Markiem Kratzmannem, po trzysetowym meczu.
Jako zawodowy tenisista Kruger występował w latach 1987–1995.
W grze podwójnej awansował do 8 finałów rangi ATP World Tour, z których w 3 zwyciężył. W zawodach wielkoszlemowych najlepszym wynikiem Krugera jest półfinał Wimbledonu z 1990 roku, gdy startował w parze z Gregiem Van Emburghiem.
W rankingu gry pojedynczej Kruger najwyżej był na 277. miejscu (3 października 1988), a w klasyfikacji gry podwójnej na 39. pozycji (19 kwietnia 1993).

### Finały w turniejach ATP World Tour
| Legenda                                      |
| -------------------------------------------- |
| Wielki Szlem                                 |
| Igrzyska olimpijskie                         |
| Tennis Masters Cup / ATP Finals              |
| ATP Masters Series / ATP Tour Masters 1000   |
| ATP International Series Gold / ATP Tour 500 |
| ATP International Series / ATP Tour 250      |

#### Gra podwójna (3–5)
| Końcowy wynik | Nr | Data                 | Turniej    | Nawierzchnia    | Partner               | Przeciwnicy                      | Wynik finału  |
| ------------- | -- | -------------------- | ---------- | --------------- | --------------------- | -------------------------------- | ------------- |
| Zwycięzca     | 1. | 8 stycznia 1989      | Adelaide   | Twarda          | Neil Broad            | Mark Kratzmann Glenn Layendecker | 6:2, 7:6      |
| Finalista     | 1. | 16 lipca 1989        | Newport    | Trawiasta       | Neil Broad            | Patrick Galbraith Brian Garrow   | 6:2, 5:7, 3:6 |
| Zwycięzca     | 2. | 30 września 1990     | Bazylea    | Twarda (hala)   | Christo Van Rensburg  | Neil Broad Gary Muller           | 4:6, 7:6, 6:3 |
| Zwycięzca     | 3. | 6 stycznia 1991      | Adelaide   | Twarda          | Wayne Ferreira        | Paul Haarhuis Mark Koevermans    | 6:4, 4:6, 6:4 |
| Finalista     | 2. | 28 kwietnia 1991     | Singapur   | Twarda          | Christo Van Rensburg  | Grant Connell Glenn Michibata    | 4:6, 7:5, 6:7 |
| Finalista     | 3. | 25 października 1992 | Lyon       | Dywanowa (hala) | Neil Broad            | Jakob Hlasek Marc Rosset         | 1:6, 3:6      |
| Finalista     | 4. | 20 czerwca 1993      | Manchester | Trawiasta       | Glenn Michibata       | Ken Flach Rick Leach             | 4:6, 1:6      |
| Finalista     | 5. | 24 października 1993 | Lyon       | Dywanowa (hala) | John-Laffnie de Jager | Gary Muller Danie Visser         | 3:6, 6:7      |